# Богенхольм, Анна
Анна Элизабет Йоханссон Богенхольм (швед. Anna Elisabeth Johansson Bågenholm; род. 1970), шведский рентгенолог из Венерсборга, выжившая после длительного пребывания под слоем льда в ледяной воде.
Провалившись под лёд в ходе лыжной прогулки, Анна Богенхольм в течение продолжительного периода времени испытывала экстремальную гипотермию, результате чего температура её тела снизилась до 13,7°C, что является одной из наиболее низких для выживания температур человеческого тела во время гипотермии. Она нашла «воздушный карман» под льдом, но пережила остановку сердца после 40 минут в воде.
После спасения она была доставлена на вертолете в госпиталь университета Тромсё, где помощь более сотни докторов и медсестёр, работавших посменно в течение девяти часов, спасла ей жизнь. Спустя 10 дней после происшествия Богенхольм очнулась парализованной ниже шеи, с проблемами почек и пищеварительной системы, поэтому ей пришлось восстанавливаться в отделении интенсивной терапии еще два месяца. Хотя она полностью оправилась от происшествия, позже в 2009 году она подвергалась хирургии нервов и страдала от небольших симптомов[неизвестный термин], доставлявших беспокойство в руках. Случай Богенхольм обсуждался в журнале «The Lancet» и в медицинских учебниках.